# كودة آل شميل (تريم)

تعديل مصدري - تعديل

كودة ال شميل هي إحدى قرى عزلة تريم بمديرية تريم التابعة لمحافظة حضرموت، بلغ تعداد سكانها 129 نسمة حسب تعداد اليمن لعام 2004.